# Durol
Durol (1,2,4,5-Tetramethylbenzol) ist ein mit vier Methylgruppen substituiertes Benzol und damit ein aromatischer Kohlenwasserstoff. Es gehört mit seinen Isomeren Prehnitol (1,2,3,4-Tetramethylbenzol) und Isodurol (1,2,3,5-Tetramethylbenzol) zur Stoffgruppe der Tetramethylbenzole und auch zur Gruppe der C4-Benzole.

## Geschichte und Eigenschaften
Durol wurde 1870 von Paul Jannasch und Rudolph Fittig entdeckt. Die Entdecker berichten, dass es der erste Kohlenwasserstoff der Benzolreihe sei, der bei Raumtemperatur fest ist. Der Name wurde daher nach dem lat. durus (= hart) gewählt. Es ist ein weißer kristalliner Feststoff und besitzt aufgrund seiner Symmetrie (C 2) im Vergleich zu den beiden anderen Isomeren den höchsten Schmelzpunkt von 79,2 °C.
In einem 1H-NMR-Spektrum sind zwei Signale zu sehen – ein Signal für die beiden aromatischen Wasserstoffatome und ein Signal für die 12 Wasserstoffatome der vier Methylgruppen; Durol wird als interner Standard verwendet.

## Darstellung
Die Darstellung erfolgt durch Umsetzung von Methylchlorid in Gegenwart von Aluminiumchlorid mit Benzol oder p-Xylol, oder durch Umsetzung von Formaldehyd/HCl mit Xylolgemischen. Es ist zudem ein Nebenprodukt des Methanol-to-Gasoline-Verfahrens.

## Verwendung
Der Stoff wird unter anderem zur Herstellung von Pyromellitsäuredianhydrid verwendet.